# Skǫll

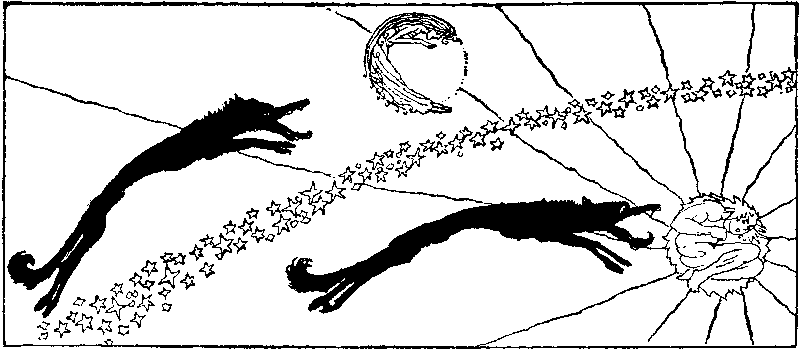
I lupi Hati e suo fratello Skǫll inseguono rispettivamente Máni (la Luna) e Sól (il Sole).

Skǫll, a volte reso come Sköll oppure Skoll, è un lupo che nella mitologia norrena insegue costantemente Sól (il Sole, divinità femminile), con l'intenzione di divorarla.

## Etimologia
L'etimologia è incerta, forse derivato dal norreno antico skolla, "(colui che) "incombe", oppure da "inganno".

## Fonti mitologiche
Sia nel Gylfaginning che nel Grímnismál Skǫll è il lupo che insegue Sól (il Sole), come suo fratello Hati insegue Máni (la Luna); entrambi sono indicati con il patronimico Hróðvitnisson, alludendo che il loro padre fosse il lupo Fenrir.
er fylgir eno skirleita goði 
til varna viðar;
en annarr Hati,
hann er Hróðvitnis sonr, 
sá skal fyr heiða brúði himins»
che insegue la divinità splendente
al riparo tra i boschi;
ma un secondo, Hati;
(lui è di Hróðvitnir il figlio)
precederà la chiara sposa del cielo»
( 34. Grímnismál)
La madre non viene nominata, ma indicata come una Jǫtunn che li crebbe in un luogo chiamato Járnviðr ("foresta di ferro").
Durante il Ragnarǫk riuscirà a divorare Sól (mentre suo fratello Hati divorerà Máni), oscurando Cielo e Terra.
Talvolta è confuso con Fenrir, ad esempio nella stanza 46 della Vafþrúðnismál, viene nominato quest'ultimo come l'inseguitore del Sole.

### Nella cultura popolare
- Nel videogioco Seven deadly sins: Grand cross, Sköll, assieme ad Hati, è un boss a fasi, di una modalità chiamata nido della bestia demoniaca, terza di 4, tutte di mitologia norrena - l'uccello Hræsvelgr, il cervo Eikþyrnir, i cani Sköll and Hati, il serpente Nidhoggr. I cani fratelli combattono assieme, con la peculiarità di cambiare forma per fase di gioco: la prima (giorno) vede Sköll come un enorme cane bianco, dagli occhi dorati e una grande corona, e Hati come un docile cane nero e blu, sdraiato di lato. Nella seconda fase (notte) le parti si invertono, e mentre Sköll adesso è un semplice cane bianco, Hati è un enorme lupo dal manto nero e blu. L'ultima fase li vede schierati assieme nella loro forma risvegliata.